# Dream Party Memorial Album
Albums de Yui Sakakibara
Joker
(2008) Yeeeeell!
(2009)
Albums par Yui Sakakibara
~Phantasm~ End Prophecy
(2009) Bloody Tune Radio Specialist Collection
(2011)
Dream Party Memorial Album est une compilation de Yui Sakakibara, sorti sous le label LOVE×TRAX Office le 30 juin 2009 au Japon. Elle n'arrive pas au classement de l'Oricon. Les chansons ont été utilisées pour le Dream Party festivals.

## Liste des titres
| 1.  | Brightness                                                  | 4:35 |
| 2.  | Dream a go! go! (Arrangement Version)                       | 3:58 |
| 3.  | Motto, Yume, Miyou!! (Cover Version) (もっと、夢、見よう!!) | 5:08 |
| 4.  | Premonition Dream (Arrangement Version)                     | 4:06 |
| 5.  | Shiny Road                                                  | 4:20 |
| 6.  | Rose quartz (Arrangement Version)                           | 4:18 |
| 7.  | Summer Angel☆                                               | 4:02 |
| 8.  | To be continued...                                          | 5:21 |
| 9.  | Happy Day☆ (Arrangement Version)                            | 4:25 |
| 10. | The desert of time                                          | 4:45 |
| 11. | Thank you for us (Arrangement Version)                      | 5:20 |
| 12. | Sign                                                        | 5:30 |